# Breukklei
Breukklei (Engels: fault gouge), vroeger ook wel spleetklei of verschuivingsklei genoemd, is een zeer fijnkorrelig tektonisch gesteente dat ontstaat door het verbrijzelen en vermalen van gesteente bij beweging langs breukzones. Normaal gesproken is breukklei een ongeconsolideerd gesteente, maar soms is het door cementatie later alsnog geconsolideerd.
Breukklei is de fijnkorrelige vorm van breukbreccie. Het verschil tussen de twee wordt gelegd bij een korrelgrootte van 1 mm: gesteenten die geen grotere klasten bevatten worden breukklei genoemd. Breukklei en breukbreccie worden gevormd in de ondiepere gedeelten van de aardkorst. Op grotere diepte verliest het gesteente in breukzones zijn cohesie niet en wordt cataclasiet genoemd.